# Кудакай (имя)
Кудакай — татарское и башкирское мужское имя. У башкир также принимает форму Кузакай.
Образовано путём присоединения к слову «кода» (тат. «кум, сват») уменьшительно-ласкательного аффикса «-кай». Имя образует патронимические фамилии Кудакаев, Кузакаев.